# Neucunnersdorf

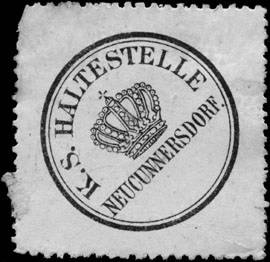
Siegelmarke Königlich Sächsischer Haltestelle Neucunnersdorf

Neucunnersdorf ist ein inoffizieller Gemeindeteil von Kottmar im südlichen Landkreis Görlitz, der im Volksmund auch „Die Finke“ nach der ehemaligen Mühle genannt wird. Er liegt an der Staatsstraße 148 zwischen Neugersdorf und Löbau und wird meist als zu Niedercunnersdorf gehörig angegeben.
Südlich von Neucunnersdorf wird eine Sandgrube betrieben. Östlich fließt in ca. 250 Meter Entfernung das Vorderflössel in nördlicher Richtung am Ortsteil vorbei.

## Geschichte
Die Entstehung des Ortes lässt sich auf die Jahre 1707 und 1708 zurückführen, als der Bauer George Wendler zehn Parzellen zu je einer Ruthe zum Hausbau an Einwohner von Niedercunnersdorf verkaufte. Er selbst ließ sich zwei weitere Häuser errichten, ebenso 1715 die nahe Finkemühle, welche 1801 das Recht zum freien Backen, Schlachten und Branntweinbrennen besaß. Im Vordergrund standen die Branntweinbrennerei sowie seit 1865 die Brauerei. Erst 1923 wurde die ehemalige Mühle in eine mechanische Weberei umgebaut. In den 1970er Jahren gehörte sie dem VEB Oberlausitzer Stern- und Lampenschirmfabrik Herrnhut an. In dessen Betriebsteil Finkemühle wurden überwiegend Vogelkäfige aller Art für den Export produziert. Nach Schumann sind die Einwohner des Ortsteils größtenteils Leinweber (1819), welche über einen geringen Landbesitz verfügten, der seit dem genossenschaftlichen Zusammenschluss 1960 von Niedercunnersdorf aus bewirtschaftet wurde.